# Karel De Wolf (componist)
Karel De Wolf (Popokabaka in Belgisch-Congo, 27 augustus 1952 – Leuven, 23 februari 2011) was een Belgisch componist, muziekpedagoog, dirigent en musicus.

## Levensloop
Op 15-jarige leeftijd begon hij zijn muziekstudies aan het Stedelijk Muziek Conservatorium te Leuven, België. Daarna werd hij leerling van onder andere Jos Van Looy aan het Lemmensinstituut in Leuven (1975). In de vakken muziekopleiding, harmonie, contrapunt en koordirectie is hij in 1977 met veel succes afgestudeerd. Hij studeerde aan hetzelfde instituut viool, piano, trombone en tuba. Aan het Koninklijk Conservatorium te Brussel behaalde hij een eerste prijs fuga bij Julien Mestdagh en een eerste prijs HaFaBra-directie bij Jan Segers. Uit de handen van Hare Majesteit Koningin Fabiola de Mora y Aragón mocht hij in 1985 de eerste prijs ontvangen van de compositiewedstrijd van de Stad Brussel voor beiaard en harmonieorkest.
Na zijn studie werd hij docent voor harmonieleer aan het Lemmensinstituut te Leuven en heeft ook het harmonieorkest van dit instituut gedirigeerd. Tot aan zijn plotse dood in februari 2011 was hij er directeur van de secundaire afdeling. Voor harmonie- en fanfareorkest schreef hij ook als componist verschillende werken.

## Composities

### Werken voor harmonie- en fanfareorkest
- Baeckelandt en zijn bende
  1. Hanselijn
  2. In de folterkamer
  3. Mars naar het schavot
  4. Van Diemens-Land
- Ikebana
- Suite over Hertog Jan van Brabant
- Three Negro Spirituals
- Trilingue
- Utotombo - Concerto grosso, voor marimba, vibrafonn, slagwerk en harmonieorkest
- Vier Impressies
  1. Uit het Noorden
  2. Uit het Zuiden
  3. Uit het Oosten
  4. Uit het Westen
- Zes oude Vlaamse Dansen

### Kamermuziek
- Magyar scherzo, voor solo bugel en piano

### Werken voor beiaard
- Preludium en fuga, voor twee beiaarden